# Korkeasaari (ö i Finland, Lappland, Östra Lappland, lat 66,37, long 28,08)
Korkeasaari är en ö i Finland. Den ligger i sjön Niemijärvi och i kommunen Posio i den ekonomiska regionen  Östra Lapplands ekonomiska region  och landskapet Lappland, i den norra delen av landet, 700 km norr om huvudstaden Helsingfors. Öns area är 0,2 hektar och dess största längd är 60 meter i sydöst-nordvästlig riktning.